# Iridopsis fusilinea
Iridopsis fusilinea là một loài bướm đêm trong họ Geometridae.